# جان أندرسون (سياسي)
جان أندرسون (بالسويدية: Jan Andersson )‏ (و. 1947  م) هو سياسي سويدي، ولد في هلسينغبورغ، هو عضوٌ في حزب العمال الديمقراطي الاشتراكي السويدي.

## مناصب
تولى منصب عضو في البرلمان الأوروبي (20 يوليو 2004–13 يوليو 2009)
- عضو في البرلمان الأوروبي (20 يوليو 1999–19 يوليو 2004)[2]
- عضو في البرلمان الأوروبي (1 يناير 1995–19 يوليو 1999)[2]
- عضو البرلمان السويدي  [لغات أخرى]‏.